# Arrondissement de Lisieux
L'arrondissement de Lisieux est une division administrative française, située dans le département du Calvados et la région Normandie.

## Composition

### Composition jusqu'en 2016
Jusqu'au 31 décembre 2016, l'arrondissement était composé des communes des anciens cantons suivants :
- canton de Blangy-le-Château ;
- canton de Cambremer ;
- canton de Dozulé ;
- canton d'Honfleur ;
- canton de Lisieux-1 ;
- canton de Lisieux-2 ;
- canton de Lisieux-3 ;
- canton de Livarot ;
- canton de Mézidon-Canon ;
- canton d'Orbec ;
- canton de Pont-l'Évêque ;
- canton de Saint-Pierre-sur-Dives ;
- canton de Trouville-sur-Mer.

### Composition depuis 2017
Par arrêté préfectoral du 13 décembre 2016, les arrondissements du Calvados sont redécoupés au 1er janvier 2017.
Depuis 2015, le nombre de communes des arrondissements varie chaque année soit du fait du redécoupage cantonal de 2014 qui a conduit à l'ajustement de périmètres de certains arrondissements, soit à la suite de la création de communes nouvelles. Le nombre de communes de l'arrondissement de Lisieux est ainsi de 203 en 2015, 174 en 2016, 162 en 2017 et 160 en 2019.
Au 1er janvier 2024, l'arrondissement groupe les 160 communes suivantes :
1. Ablon
2. Amfreville
3. Angerville
4. Annebault
5. Auberville
6. Les Authieux-sur-Calonne
7. Auvillars
8. Barneville-la-Bertran
9. Basseneville
10. Bavent
11. Beaufour-Druval
12. Beaumont-en-Auge
13. Belle Vie en Auge
14. Benerville-sur-Mer
15. Beuvillers
16. Beuvron-en-Auge
17. Blangy-le-Château
18. Blonville-sur-Mer
19. La Boissière
20. Bonnebosq
21. Bonneville-la-Louvet
22. Bonneville-sur-Touques
23. Bourgeauville
24. Branville
25. Le Breuil-en-Auge
26. Le Brévedent
27. Bréville-les-Monts
28. Brucourt
29. Cabourg
30. Cambremer
31. Canapville
32. Castillon-en-Auge
33. Cernay
34. Clarbec
35. Coquainvilliers
36. Cordebugle
37. Courtonne-la-Meurdrac
38. Courtonne-les-Deux-Églises
39. Cresseveuille
40. Cricquebœuf
41. Cricqueville-en-Auge
42. Danestal
43. Deauville
44. Dives-sur-Mer
45. Douville-en-Auge
46. Dozulé
47. Drubec
48. Englesqueville-en-Auge
49. Équemauville
50. Escoville
51. Fauguernon
52. Le Faulq
53. Fierville-les-Parcs
54. Firfol
55. La Folletière-Abenon
56. Formentin
57. Le Fournet
58. Fourneville
59. Fumichon
60. Genneville
61. Gerrots
62. Glanville
63. Glos
64. Gonneville-en-Auge
65. Gonneville-sur-Honfleur
66. Gonneville-sur-Mer
67. Goustranville
68. Grangues
69. Hermival-les-Vaux
70. Hérouvillette
71. Heuland
72. Honfleur
73. L'Hôtellerie
74. Hotot-en-Auge
75. La Houblonnière
76. Houlgate
77. Léaupartie
78. Lessard-et-le-Chêne
79. Lisieux
80. Lisores
81. Livarot-Pays-d'Auge
82. Manerbe
83. Manneville-la-Pipard
84. Marolles
85. Merville-Franceville-Plage
86. Méry-Bissières-en-Auge
87. Le Mesnil-Eudes
88. Le Mesnil-Guillaume
89. Le Mesnil-Simon
90. Le Mesnil-sur-Blangy
91. Mézidon Vallée d'Auge
92. Les Monceaux
93. Montreuil-en-Auge
94. Moyaux
95. Norolles
96. Notre-Dame-de-Livaye
97. Notre-Dame-d'Estrées-Corbon
98. Orbec
99. Ouilly-du-Houley
100. Ouilly-le-Vicomte
101. Pennedepie
102. Périers-en-Auge
103. Petiville
104. Pierrefitte-en-Auge
105. Le Pin
106. Pont-l'Évêque
107. Le Pré-d'Auge
108. Prêtreville
109. Putot-en-Auge
110. Quetteville
111. Ranville
112. Repentigny
113. Reux
114. La Rivière-Saint-Sauveur
115. Rocques
116. La Roque-Baignard
117. Rumesnil
118. Saint-André-d'Hébertot
119. Saint-Arnoult
120. Saint-Benoît-d'Hébertot
121. Saint-Denis-de-Mailloc
122. Saint-Désir
123. Saint-Étienne-la-Thillaye
124. Saint-Gatien-des-Bois
125. Saint-Germain-de-Livet
126. Saint-Hymer
127. Saint-Jean-de-Livet
128. Saint-Jouin
129. Saint-Julien-sur-Calonne
130. Saint-Léger-Dubosq
131. Saint-Martin-aux-Chartrains
132. Saint-Martin-de-Bienfaite-la-Cressonnière
133. Saint-Martin-de-la-Lieue
134. Saint-Martin-de-Mailloc
135. Saint-Ouen-le-Pin
136. Saint-Philbert-des-Champs
137. Saint-Pierre-Azif
138. Saint-Pierre-des-Ifs
139. Saint-Pierre-en-Auge
140. Saint-Samson
141. Saint-Vaast-en-Auge
142. Sallenelles
143. Surville
144. Le Theil-en-Auge
145. Le Torquesne
146. Touffréville
147. Touques
148. Tourgéville
149. Tourville-en-Auge
150. Trouville-sur-Mer
151. Val-de-Vie
152. Valorbiquet
153. Valsemé
154. Varaville
155. Vauville
156. La Vespière-Friardel
157. Victot-Pontfol
158. Vieux-Bourg
159. Villers-sur-Mer
160. Villerville

## Histoire
Le 10 septembre 1926, l'arrondissement de Pont-l'Évêque est supprimé et six de ses sept cantons sont incorporés à celui de Lisieux (Blangy-le-Château, Cambremer, Dozulé, Honfleur, Pont-l'Évêque et Trouville-sur-Mer).
Le 1er janvier 2017, à la suite de la réforme des collectivités territoriales, les périmètres des arrondissements du Calvados sont modifiés par arrêté du 13 décembre 2016. L'arrondissment de Lisieux conserve l'intégralité de ses communes. Au nord-ouest lui sont attribuées les communes de l'ancien canton de Cabourg à l'exception de Colombelles, ainsi que la commune de Touffréville. À l'ouest, s'ajoutent les communes de Magny-la-Campagne et Vieux-Fumé.

## Démographie
En 2022, l'arrondissement comptait 160 208 habitants.
| 1968    | 1975    | 1982    | 1990    | 1999    | 2006    | 2011    | 2016    | 2021    |
| ------- | ------- | ------- | ------- | ------- | ------- | ------- | ------- | ------- |
| 129 210 | 130 529 | 132 608 | 136 081 | 140 504 | 145 753 | 147 730 | 162 678 | 159 921 |

| 2022    | - | - | - | - | - | - | - | - |
| ------- | - | - | - | - | - | - | - | - |
| 160 208 | - | - | - | - | - | - | - | - |

## Sous-préfets
| Période           | Période           | Identité                     | Fonction précédente                                                                                          | Observation                                                                 |
| ----------------- | ----------------- | ---------------------------- | --- | --------------------------------------------------------------------------- |
|                   |                   |                              | |                                                                             |
| 25 juillet 1855   | 10 avril 1858     | Jean Demanche                | Sous-préfet de Provins                                                                                       | Nommé sous-préfet de Dieppe                                                 |
| 10 avril 1858     | 12 mars 1861      | Pierre de Laire              | Sous-préfet de Nantua                                                                                        | Nommé secrétaire général de la préfecture du Nord                           |
| 12 mars 1861      | 24 mai 1862       | Michel Decazes               | Sous-préfet de Pont-l'Évêque                                                                                 | Nommé sous-préfet d'Autun                                                   |
| 24 mai 1862       | 28 mai 1864       | Camille Malher               | Secrétaire général de la préfecture d'Ille-et-Vilaine                                                        | Nommé sous-préfet de Valenciennes                                           |
|                   |                   |                              | |                                                                             |
| janvier 1870      |                   | Fournier                     | |                                                                             |
|                   |                   |                              | |                                                                             |
| 24 mai 1876       | 18 décembre 1877  | Paul d'Artigues              | Sous-préfet de Soissons pendant le Second Empire                                                             | Nommé préfet de l'Ariège                                                    |
| 30 décembre 1877  | 27 mai 1882       | Jean-Marie du Chaylard       | Sous-préfet de Saint-Yrieix                                                                                  | Nommé préfet de Constantine en Algérie française                            |
| 27 mai 1882       | 29 novembre 1883  | René Chauvin                 | Sous-préfet de Cognac                                                                                        | Nommé sous-préfet de Riom                                                   |
| 29 novembre 1883  | 5 octobre 1884    | Robert Leclair               | Secrétaire général de la préfecture de la Loire-Inférieure                                                   | Mis en disponibilité                                                        |
| 5 octobre 1884    | 13 février 1886   | Eugène Couly                 | Sous-préfet de Pont-l'Évêque                                                                                 | Nommé sous-préfet de Narbonne                                               |
| 13 février 1886   | 8 mars 1886       | Guy de Lasteyrie du Saillant | Sous-préfet de Sedan                                                                                         | Nommé sous-préfet d'Yvetot                                                  |
| 8 mars 1886       | 14 novembre 1886  | Eugène Couly                 | Sous-préfet de Narbonne                                                                                      | Nommé sous-préfet de Castres                                                |
| 14 novembre 1886  | 26 juin 1893      | Alfred Marie                 | Secrétaire général de la préfecture de Saône-et-Loire                                                        | Nommé sous-préfet du Havre                                                  |
| 26 juin 1893      | 14 décembre 1895  | Abel Demarthes               | Sous-préfet de Bayeux                                                                                        | Nommé sous-préfet de Rambouillet                                            |
| 14 décembre 1895  | 23 mai 1896       | Charles Francière            | Sous-préfet de Castres                                                                                       | Nommé sous-préfet de Meaux                                                  |
| 23 mai 1896       | 15 janvier 1898   | Jean Maringer                | Chef de cabinet du ministre de l'Intérieur                                                                   | Nommé commissaire du gouvernement près le conseil de préfecture de la Seine |
| 15 janvier 1898   | 31 mai 1899       | Laurent Sazerac de Forge     | | Démissionne                                                                 |
| 31 mai 1899       | 23 avril 1903     | Jacques du Chaylard          | Sous-préfet de Vire                                                                                          | Nommé sous-préfet de Saint-Malo                                             |
| 23 avril 1903     | 22 novembre 1910  | Joseph Hélitas               | Chef adjoint du cabinet du président du Conseil, ministre de l'Intérieur                                     | Nommé préfet du Cantal                                                      |
| 22 novembre 1910  | 7 juillet 1914    | Victor Gilotte               | Sous-préfet d'Autun                                                                                          | Nommé préfet de la Lozère                                                   |
| 15 juillet 1914   | 4 janvier 1916    | Maurice de Veulle            | Sous-préfet de Saint-Dié-des-Vosges                                                                          | Mobilisé                                                                    |
| 4 janvier 1916    | 12 septembre 1918 | Léon Brunel                  | Secrétaire général de la préfecture d'Indre-et-Loire                                                         | Nommé sous-préfet de Sedan                                                  |
| 12 septembre 1918 | 18 septembre 1925 | Paul Tisseau                 | Sous-préfet de Falaise                                                                                       | Mis à la disposition du ministre des Affaires étrangères                    |
| 18 septembre 1925 | 5 août 1926       | Marcel Jacquier              | Mis à la disposition du président du Conseil, ministre des Affaires étrangères, pour l'Alsace et la Lorraine | Secrétaire général de la préfecture de l'Hérault.                           |
| 5 août 1926       | 15 septembre 1928 | Amédée Bussière              | Sous-préfet de Pont-l'Évêque                                                                                 | Chef de cabinet du ministre du Commerce, de l'Industrie et des P.T.T.       |
| 15 septembre 1928 | novembre 1930     | Henri Piton                  | Sous-préfet de Vire                                                                                          | Nommé chef adjoint du cabinet du Garde des Sceaux, ministre de la Justice   |
| 6 janvier 1931    | 4 août 1931       | Albert Sauvaire              | Secrétaire de la direction générale de la Sûreté générale                                                    | Nommé sous-préfet d'Aix                                                     |
|                   |                   |                              | |                                                                             |
| 29 octobre 1936   | 25 janvier 1940   | Alphonse Le Gentil           | Secrétaire général de la préfecture de Meurthe-et-Moselle                                                    | Nommé sous-préfet de Dunkerque                                              |
|                   |                   |                              | |                                                                             |
| 1959              |                   | Robert Miguet                | |                                                                             |
|                   |                   |                              | |                                                                             |
| 20 janvier 1993   | 18 septembre 1995 | François Peny                | Secrétaire général de la préfecture du Lot                                                                   | Nommé secrétaire général de la préfecture des Pyrénées-Orientales           |
| 18 septembre 1995 | 3 juin 1998       | Charles Azerad               | Secrétaire général de la préfecture de l'Yonne                                                               | Réintégré conseiller de chambre régionale des comptes                       |
| 5 juin 1998       | 15 février 2001   | Gisèle Billarand             | Sous-préfet des Andelys                                                                                      |                                                                             |
| 15 février 2001   | 20 juillet 2005   | Bernard Andrieu              | Secrétaire général de la préfecture des Pyrénées-Orientales                                                  |                                                                             |
| 20 juillet 2005   | 19 septembre 2008 | Jean-Michel Bruneau          | Sous-préfet de Pontivy                                                                                       | Nommé sous-préfet de Redon                                                  |
| 17 octobre 2008   | 3 avril 2012      | Bertin Destin                | Secrétaire général des îles Wallis-et-Futuna                                                                 |                                                                             |
| 3 avril 2012      | 4 juillet 2014    | Lucien Giudicelli            | | Nommé secrétaire général de la préfecture de la Charente                    |
| 4 juillet 2014    | 22 août 2017      | Hélène Courcoul-Petot        | Secrétaire générale de la préfecture de la Meuse                                                             |                                                                             |
| 22 août 2017      | En cours          | Patrick Venant               | Secrétaire général de la préfecture de l'Orne                                                                |                                                                             |